# NGC 1
NGC 1 è una galassia a spirale di magnitudine apparente 13,65 visibile nella costellazione di Pegaso e distante dalla Terra circa 57,6 Mpc (188 milioni di anni luce). Data la sua bassa luminosità, sarebbe rimasta ignorata ai più se non fosse il primo oggetto incluso nel New General Catalogue.
Fu scoperta da Heinrich Louis d'Arrest nel 1861 con il suo telescopio riflettore da 11 pollici (27,9 cm).
Data la sua esigua luminosità, è al di fuori dalla portata dei telescopi amatoriali.

## Caratteristiche

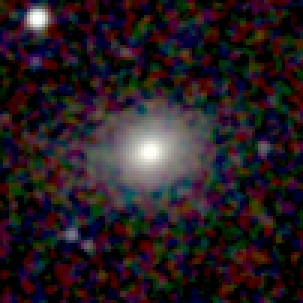
NGC 1 ripresa nel vicino infrarosso da 2MASS.

NGC 1 è una galassia spirale poco appariscente, di magnitudine visuale 13,65 e piccole dimensioni angolari (1,6 × 1,2 arcominuti). Secondo il sistema di classificazione di Hubble rivisto da de Vaucouleur, NGC 1 viene classificata come una galassia di tipo SA(s)b, ovvero una galassia spirale (SA), che mostra bracci a forma di s (s) e in cui il contributo del disco è leggermente preponderante rispetto a quello del nucleo (b, ovvero late-type galaxy).
La distanza di NGC 1 è stata calcolata alla fine degli anni novanta attraverso la relazione Tully-Fisher che lega la luminosità intrinseca di una galassia con l'ampiezza della propria curva di rotazione. Il valore trovato è di circa 57,64 ± 3,02 Mpc (188 ± 9,9 milioni di anni luce).
NGC 2, che si trova a circa 1,8 arcominuti verso sud, forma una "coppia apparente" con NGC 1; in realtà le due galassie non sono legate fisicamente fra loro, poiché la distanza di NGC 2 dalla Terra è circa 96 Mpc (313 milioni di anni luce), quasi il doppio di quella che ci separa da NGC 1.

### Libri
- (EN) C. J. Lada, N. D. Kylafits, The Origin of Stars and Planetary Systems, Kluwer Academic Publishers, 1999, ISBN 0-7923-5909-7.
- A. De Blasi, Le stelle: nascita, evoluzione e morte, Bologna, CLUEB, 2002, ISBN 88-491-1832-5.

### Carte celesti
- Tirion, Rappaport, Lovi, Uranometria 2000.0 - Volume I & II, Richmond, Virginia, USA, Willmann-Bell, inc., 1987, ISBN 0-943396-15-8.
- Tirion, Sinnott, Sky Atlas 2000.0 - Second Edition, Cambridge, USA, Cambridge University Press, 1998, ISBN 0-933346-90-5.
- Tirion, The Cambridge Star Atlas 2000.0, 3ª ed., Cambridge, USA, Cambridge University Press, 2001, ISBN 0-521-80084-6.